# Lythrum gracile
Lythrum gracile là một loài thực vật có hoa trong họ Lythraceae. Loài này được Benth. mô tả khoa học đầu tiên năm 1839.